# Лепрекон (серія фільмів)
Лепрекон (англ. Leprechaun) — американський кіносеріал жахів з елементами чорного гумору. Головним персонажем фільмів та декількох коміксів став зловісний Лепрекон, який розшукує своє вкрадене золото, у виконанні актора-карлика Воріка Девіса.

## Огляд
За час існування кіносеріалу починаючи з 1993 по 2018 роки було випущено 7 фільмів та ще один рімейк.
| Назва                                                                      | Режисер              | Сценарій                                                            | Продюсери                                                  |
| 1. Лепрекон (1993)                                                         | Марк Джонс           | Марк Джонс                                                          | Марк Амін та Джеффрі Б. Малліан                            |
| 2. Лепрекон 2: Повернення додому (англ. Leprechaun: Back 2 tha Hood, 1994) | Родман Флендер       | Тури Мейєр і Ел Сепштайн                                            | Дональд П. Борхерс і Марк Джонс                            |
| 3. Лепрекон 3: Пригоди у Лас-Вегасі (1995)                                 | Брайан Тренхард-Сміт | Девід ДуБос                                                         | Марк Амін, Джефф Деффрей, Волтер Джостен і Генрі Сеггерман |
| 4. Лепрекон 4: У космосі (1997)                                            | Брайан Тренхард-Сміт | Денніс А. Пратт і Скотт Аткінс                                      | Марк Амін, Джефф Джеффрей і Волтер Джостен                 |
| 5. Лепрекон 5: Сусід (2000)                                                | Роб Сперра           | Даг Холл, Джон Хаффман, Алан Рейнольдс, Роб Сперра та Вілльям Веллс | Брюс Девід Ейзен, Дерін Спіллман і Майк Аптон              |
| 6. Лепрекон 6: Додому (2003)                                               | Стівен Айромлуї      | Стівен Айромлуї                                                     | Майк Аптон                                                 |
| 7. Лепрекон: Початок (2014)                                                | Зак Липовски         | Метт Венна, Харріс Уілкінсон                                        | Майкл Луїзі, Річард Лоуелл, Кріс Фосс                      |
| 8. Лепрекон повертається (2018)                                            | Стівен Костанскі     | Сюзанна Кейлі                                                       | Даррен Кемерон, Адам Фрідландер, Деніел Айрон              |

## Комікси
Перед виходом самого першого фільму, студія Trimark Pictures випустила 8-сторінковий комікс-приквел, в якому Лепрекон переслідує старого фермера Деніела О'Грейді, який знайшов лепреконське золото, слідуючи за веселкою, а не піймавши Лепрекона (як говориться у фільмі). Фермер продає золото, і воно виявляється у різних людей — Лепрекон починає збирати монети, і так сюжет коміксу переходить до подій, показаних у фільмі.
У 2008 році, видавництво Bluewater Productions оголосила про плани випуску нової комікс-серії, в якій розкривається ім'я Лепрекона — Лубдан (англ. Lubdan) — а також факт, що він є королем і останнім представником свого народу. Лубдан залякує дивакуватого Ітана Томаса та його друзів, і ті допомагають Лепрекону зібрати його золото по всьому світу — воно було розпродане з інтернет-аукціону. Було випущено чотири випуски, а потім серію скасували. Майкл Кінгстон (англ. Micheal Kingston) повинен був написати продовження.
Крім того, тривалий час обговорювалася ідея публікації коміксу-кросовера між героями фільмів Лепрекон та Чорнокнижник. Спочатку планувалося, що комікс, написаний Ніком Лайонсем (англ. Nick Lyons) вийде в кінці 2009 року, але цього так і не сталося.